# Grand magasin de Tartu
Le grand magasin de Tartu (en estonien estonien : Tartu Kaubamaja) est un centre commercial du quartier Kesklinn à Tartu en Estonie.

## Présentation
Fondé en 2005, Tartu Kaubamaja abrite plus de 40 boutiques et 9 lieux de restauration sur 5 niveaux. 
Le centre est situé au centre-ville à côté du carrefour principal de la ville et de la rue piétonne menant à la place de l'hôtel de ville de Tartu. 
Le supermarché Tartu Kaubamaja appartient au groupe Tallinna Kaubamaja Grupp AS et il est géré par Tartu Kaubamaja Kinnisvara OÜ.
Le bâtiment actuel de Tartu Kaubamaja a été inauguré le 12 octobre 2005. Avant l'achèvement du bâtiment actuel, Tartu Kaubamaja opérait à Riia tänav 2.
En 2016, près d'un an de travaux de construction ont été achevés à Tartu Kaubamaja, dont l'objectif était de rénover le centre commercial tant à l'intérieur qu'à l'extérieur.

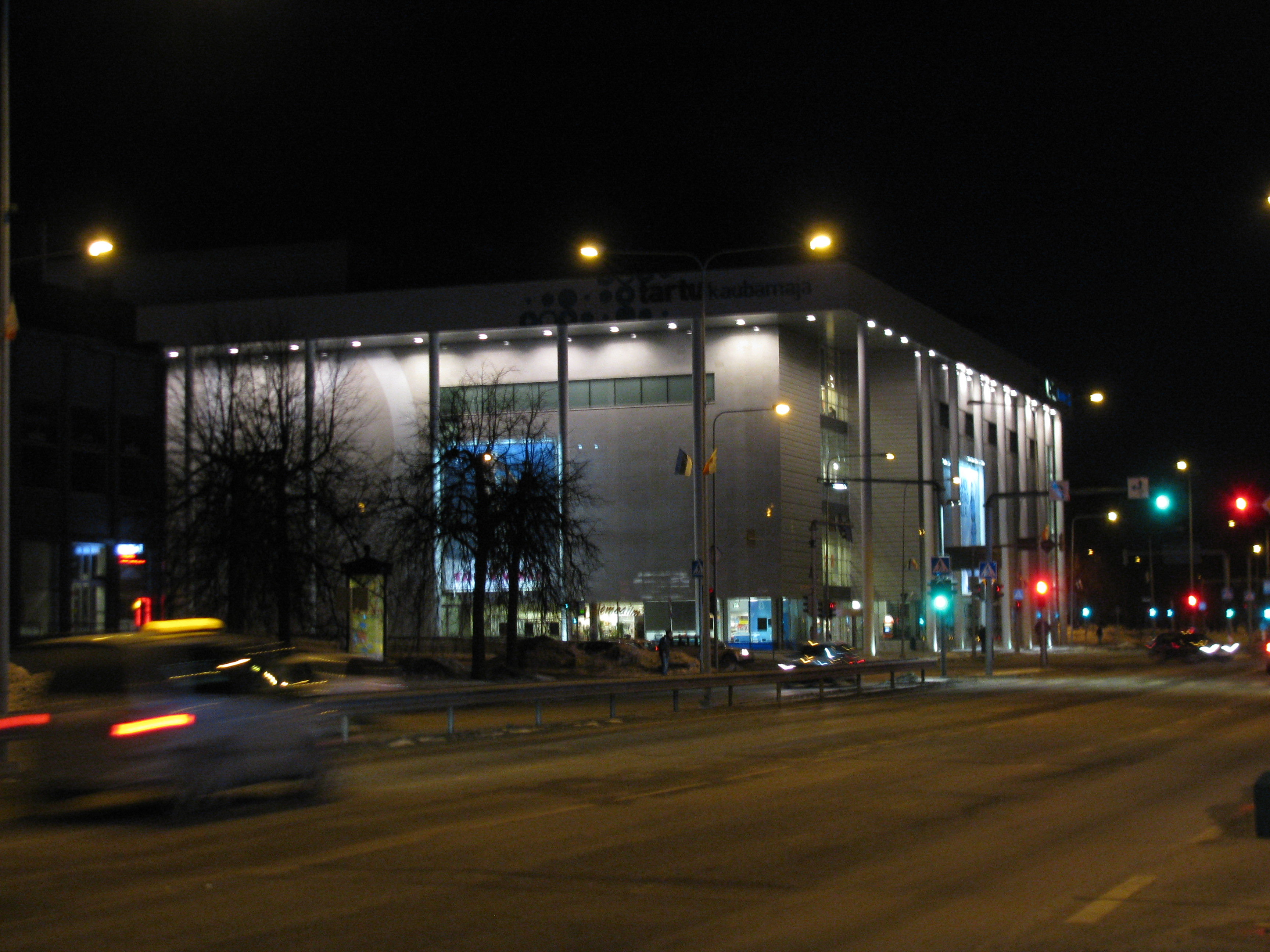
Tartu Kaubamaja

### Liens  externes
- Site officiel